# Josechu Lalanda
José Antonio Lalanda, también conocido como Josechu Lalanda (20 de febrero de 1939 en San Sebastián, España - 15 de octubre de 2015 en Arganda del Rey, España), fue un destacado ilustrador, dibujante y escultor especializado en fauna.

## Obra
Como ilustrador, participó en las siguientes publicaciones:
- - "Un Cazador en la T.V.E.". Fernando Junco Calderón. Ed. Afrodisio Aguado S.A. 1968
- - "Enciclopedia Salvat de la Fauna". Félix Rodríguez de la Fuente. SALVAT Ediciones 1970-1973.
- - "Fauna Ibérica. Los Animales Cazadores". Félix Rodríguez de la Fuente. Ed. Prensa Española 1970
- - "Martín el Podenquero". Alberto de Comenge. Ed. Epesa 1970
- - "Guía de las Anátidas de España". Ministerio de Agricultura, Pesca y Alimentación. ICONA 1973
- - "Los libros de la Caza Española" Tomo III. Carlos Orellana. Ed. Orel 1975
- - "Fauna Ibérica Amenazada". José Antonio Lalanda y Carlos González Vallecillo. Ed. Alce S.A. 1975
- - "Enciclopedia de la Taxidermia. Obra Gráfica Completa". Venezuela 1977
- - "Peña Grande". Miguel Martín Fernández de Velasco. Palencia 1977
- - "Umbría y Solana (Recuerdos y diálogos de Montería) II. La Flor de la Jara. Alfonso de Urquijo. Ed. Giner 1981
- - "Umbría y Solana (Recuerdos y diálogos de Montería) III. El Tornillazo. Alfonso de Urquijo. Ed. Giner 1981
- - Enciclopedia "La Aventura de la Vida. Crónica de Viajes". Félix Rodríguez de la Fuente. Ed. Urbión 1981
- - "La Caza en el Arte Español". J. Evaristo Casariego. Ed. El Viso 1982
- - "Manchas de Caza Mayor". Jesús Ángel Cecilia y Emilia Martínez. Ed. El Viso 1985
- - "Record Book of Trophy Animals" Safari Club International. C.J. Mc Elroy, Editor Tucson, Arizona 1986
- - "Fórmulas Oficiales de Homologación de los Trofeos de Caza". Marqués de Laula. Ministerio de Agricultura, Pesca y y.Alimentación. ICONA 1987
- - "Rumbo a Poniente". Alfonso de Urquijo. Aldaba Ediciones 1990
- - "La Taxidermia de Hoy". Enrique Castañares. Otero Ediciones 1990
- - "Fauna Ibérica. El Hombre y la Tierra". Félix Rodríguez de la Fuente. Ed. Salvat 1991
- - "Las Batuecas. Reserva de Caza". Jesús Losa Huecas. Otero Ediciones 1997
- - "La Caza del Jabalí en España". Jesús Ángel Cecilia y Emilia Martínez Garrido. Ed. Hispano-Europea 1998
- - "Conversaciones con Sarrios y Rebecos". José Ramón Camps Galobart 2000
- - "Glosario sobre el Sarrio, su caza y la alta montaña". José Ramón Camps 2003
- - "El Zorro, Pasión por su Caza". José Ramón Camps 2004
- - "Bibliografía Venatoria Española y otros libros de interés para cazadores". Rafaél Castellano Barón, Conde de Trastamara 2004